# 白云镇 (安顺市)
白云镇，是中华人民共和国贵州省安顺市平坝区下辖的一个乡镇级行政单位。
2013年2月22日，贵州省人民政府批复同意将白云镇新场村、大寨村、金梯村划归新设立的安平街道办事处。

## 行政区划
白云镇下辖以下地区：
贵州航空发动机研究所社区、白云村、郝下村、芒种村、元何村、浪塘村、小河村、邢江村、洋西村、高寨村、茂柏村、金坪村、汪井村、花柱村、肖家村、王下村、林下村、平庄村、车头村和马硐村。